# Kostel svatého Josefa (Dolní Dvůr)
Kostel svatého Josefa v Dolním Dvoře je klasicistní v centrální části obce Dolní Dvůr, při soutoku Malého Labe a Kotelského potoka. Kolem kostela prochází turistická žlutá značka z Horního Lánova na Klínové Boudy.

## Historie kostela
Předchůdcem kostela je kaplička sv. Michaela archanděla z 16. století, postavená tyrolskými horníky, které sem přivedl majitel zdejšího panství Kryštof Gendorf z Gendorfu.
Obec Dolní Dvůr, která měla více než tisíc obyvatel, byla přifařena k Lánovu a cesta na bohoslužbu byla dlouhá a časově i fyzicky náročná, pro starší obyvatele nemožná. Až v roce 1802 povolil císař zřízení samostatné lokálie a výstavbu kostela. Kostel byl postaven v letech 1802-1806 na místě zaniklé rudné huti, ve které byla těžba ukončena v roce 1790. Ještě nevysvěcená hrubá stavba posloužila v roce 1804 bohulibému poslání, když v ní byla vydávána pro chudé tzv. Rumfordská polévka (1 žejdlík hrstkové polévky a půl libry (400g) chleba na osobu a den). Vysvěcen byl na sv. Martina, 11. listopadu 1806, biskupem královéhradeckým. Patronem a investorem stavby byl náboženský fond, vrchlabská vrchnost darovala na stavbu stavební materiál a obyvatelé Dolního Dvora přispěli vlastní prací. Zasvěcen byl sv. Josefu na počest patronky výstavby – hraběnky Josefíny Černín-Morzinové
V 19. století byl kostel postupně vybavován, byly pořízeny věžní hodiny a bronzové zvony. Varhany firmy Rieger s 7 registry a 309 píšťalami byly pořízeny roku 1905 a opraveny roku 2001. Původních pět bronzových zvonú o váze 11–321 kg bylo zrekvírováno za 1. světové války, nahrazeny byl v roce 1921 zvonem litinovým, odlitým v Broumově. Okenní vitráže – Panna Maria a narození Ježíše Krista byly věnovány roku 1901 hraběnkou Morzinovou a farářem Proschwitzerem, třetí vitráž sv. Josef věnoval v roce 1905 Růžencový spolek.

## Opravy kostela
Obnoven byl kostel v letech 1932, kdy byla provedena rozsáhlá vnější rekonstrukce a měděná střecha. Opravy byly prováděny ze sbírek a darů. Další rekonstrukce po roce 1990 byla financována státních a církevních prostředků, ze soukromých darů (rodina Smejkalova), sbírek a finančně se podíleli i původní němečtí obyvatelé Dolního Dvora – Niederhofu.

## Architektura
Kostel je jednolodní klasicistní stavba s plochým stropem. Presbytář je polygonální, vížka nad průčelním štítem bedněná. Vnějšek je zdoben nahazovanými lizénami. Kruchta dřevěná, hlavní oltář pseudorománský, boční oltáře s původními obrazy.

## Okolí kostela
Před kostelem jsou sochy sv. Josefa a sv. Jana Nepomuckého, které jsou darem vrchlabských měšťanů a byly vytvořeny v roce 1822 vrchlabskými kameníky.

## Zvonkohra
V roce 1995 byla z poslední vůle paní Anny Aleny Kyšerové instalována a vysvěcena zvonkohra z dílny paní Tomáškové-Dytrychové z Brodku u Přerova. Hraje denně v 10.00 a 17.00, o víkendu i v 12.03, různé melodie ve čtyřech ročních obdobích a o Vánocích.

## Bohoslužby
Pravidelné bohoslužby se zde nekonají.

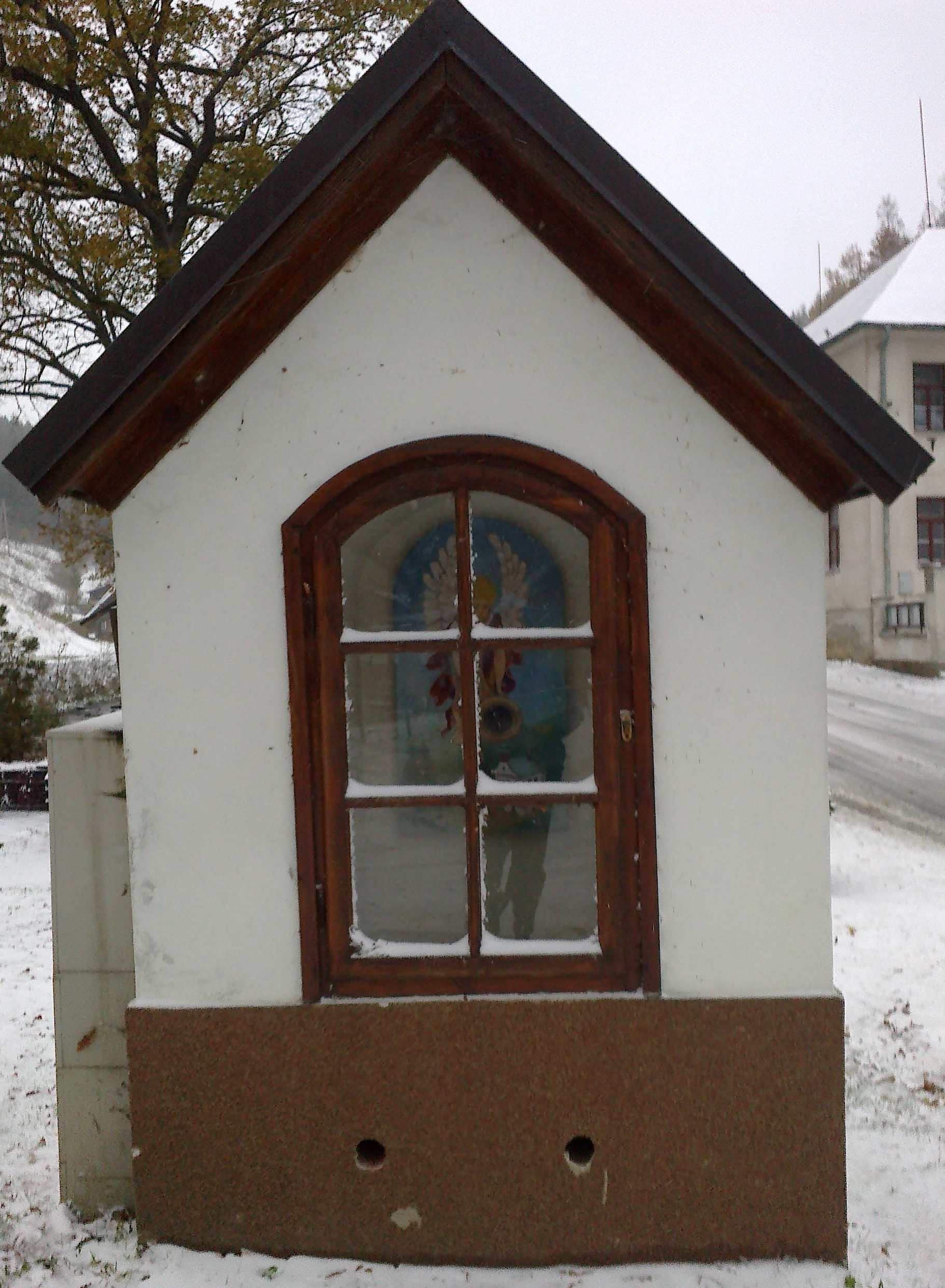
Kaplička sv. Michaela
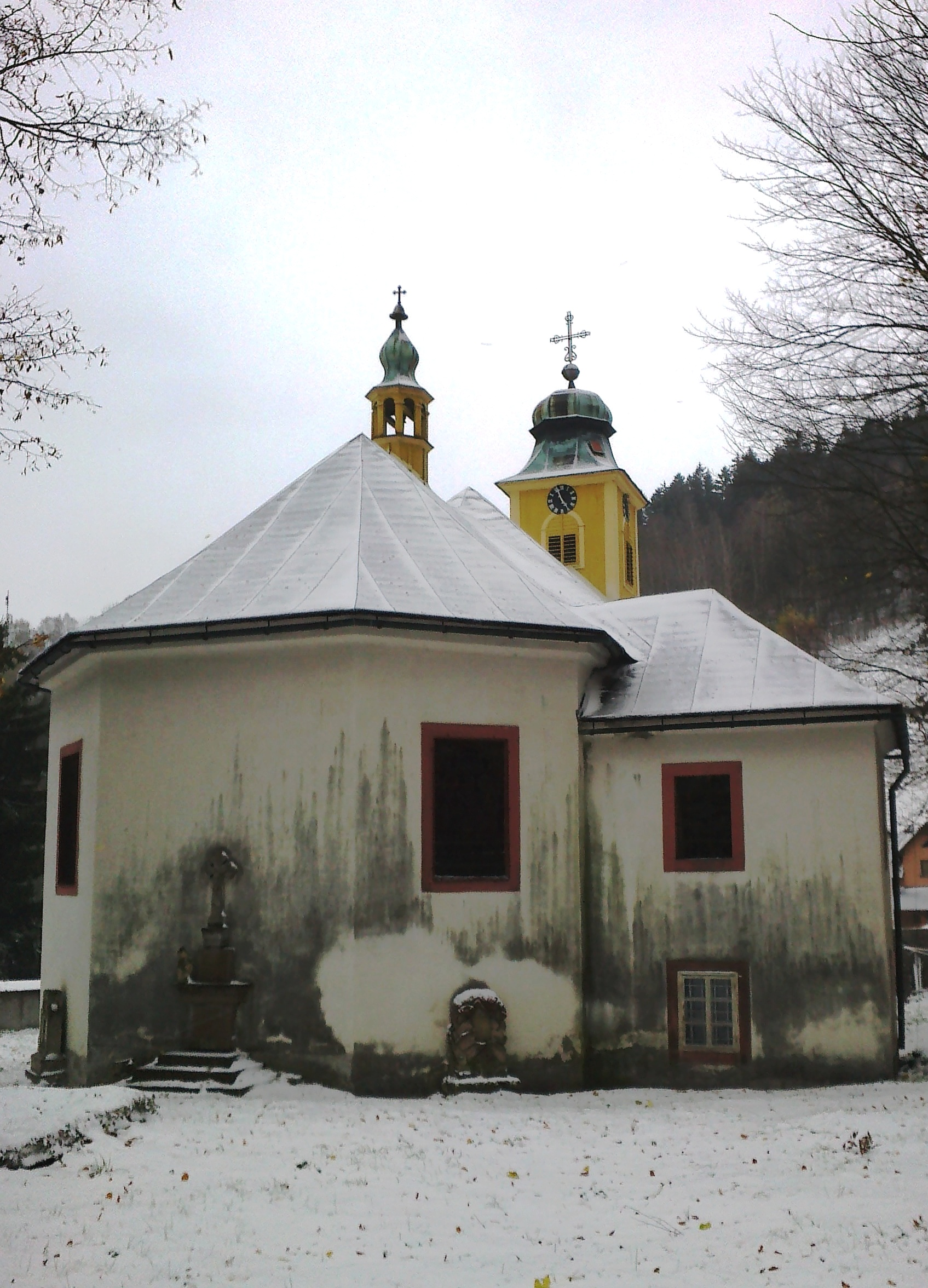
Kostel